# Lev Detela
Lev (Dimitrij) Detela, slovenski pisatelj, pesnik, prevajalec in publicist, * 2. april 1939, Maribor. 
Detela je v Ljubljani končal klasično gimnazijo in nato pričel s študijem slavistike. Leta 1960 je emigriral v Avstrijo, kjer je študij nadaljeval na dunajski univerzi. Od leta 1960 na Dunaju dela kot svoboden književnik in se posveča literarnem ustvarjanju in publicistiki. Njegovo leposlovje nosi pečat političnega preganjanca in kaže na raznovrstnost evropske družbe. Posebnost v Detelovem ustvarjanju je, da piše v dveh jezikih (dvojezičnost), od leta 1976 je objavil vrsto črtic napisanih v nemščini. Večinoma objavlja v zamejskih in zdomskih publikacijah in založbah, sodeluje pa tudi z nemškimi, avstrijskimi in švicarskimi listi. S članki, eseji  in prevodi informira nemške bralce o slovenski literaturi.

### Pesniške zbirke
- Sladkor in bič (London, 1969)
- Črni mož (London, 1969)
- Metaelement (1970)
- Legende o vrvohodcih in mesečnikih (Canberra, 1973)
- Kaj je povedala noč (trijezičo:slov.-nem.-angl.) (COBISS)
- Cofé noir (COBISS)
- Nočna vožnja v Jeruzalem (izbrane pesmi 1964-2018), 2019
- V vetru (2024)

### Proza
- Blodnjak (Trst, 1964)
- Atentat (Trst, 1966)
- Izkušnje z nevihtami (COBISS)
- Kraljev kip (London, 1970)
- Marijin mojster (Celovec, 1974)
- Časomer življenja (COBISS)
- Dunajski valček za izgubljeno preteklostjo (COBISS)
- Stiska in sijaj slovenskega kneza  (COBISS)
- Poslednja gora (1991) (COBISS)
- Jantarska zveza (COBISS)
- Inštitut za vzporedne vede (2023)

### Publicistika, Eseji
- Povojni slovenski koroški pesniki in pisatelji (1977) (COBISS)